# Davor (mitologija)
Davor je, smatra se, mitologijsko biće iz slavenske mitologije i označava boga rata.  Hrvatski etnolog Vitomir Belaj navodi da su izvor mita o Davoru kao hrvatskom bogu brojne komedije i pastorale o mitskoj Dubravi iz razdoblja hrvatskog baroka i renesanse kod književnika od Marina Držića do Ivana Gundulića.